# Ludwig Häusser

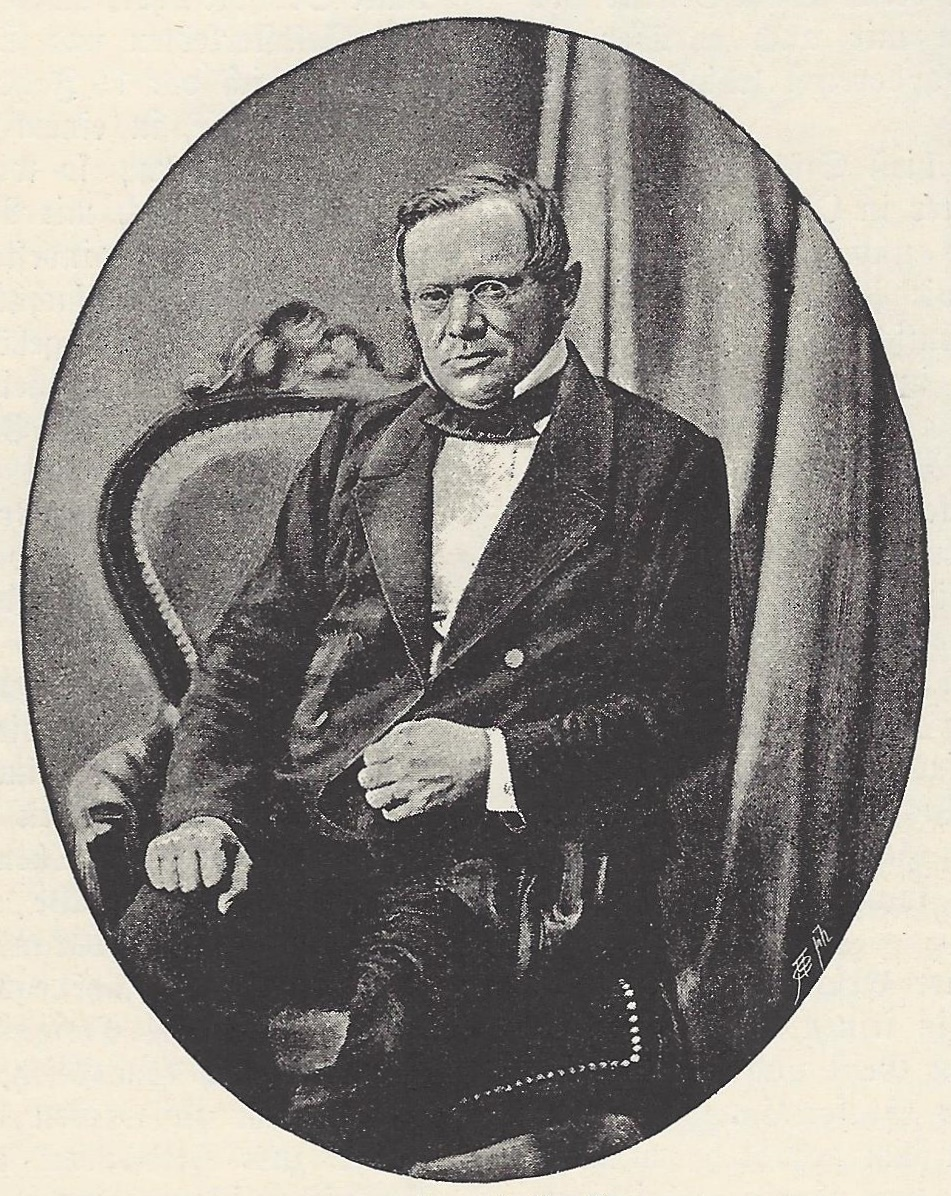
Ludwig Häusser auf einer Porträtfotografie aus der Sammlung von Albert Mays, veröffentlicht in Ruperto Carola. Illustrirte Fest-Chronik der V. Säcular-Feier der Universität Heidelberg

Ludwig Häusser (* 26. Oktober 1818 in Kleeburg, Elsass; † 17. März 1867 in Heidelberg) war ein deutscher Historiker und liberaler Politiker.

## Leben

### Studium, Lehrer und Journalist
Ludwig Häussers Vater, reformierter Pfarrer im elsässischen Kleeburg, verstarb 33-jährig bereits im Jahr 1821. Daraufhin zog Ludwigs Mutter Anna Maria Dorothea geb. Paniel, mit ihrem zweijährigen Sohn zu ihrer Familie in Mannheim. Ludwig besuchte ab 1826 das Karl-Friedrich-Gymnasium in Mannheim. Nach dem Abitur studierte er von 1835 bis 1839 klassische Philologie an der Ruprecht-Karls-Universität Heidelberg. Mit einer Doktorarbeit bei Friedrich Christoph Schlosser wurde er zum Dr. phil. promoviert. Das Sommersemester 1838 verbrachte er an der Universität Jena, wo er 1838 der Burschenschaft Arminia auf dem Burgkeller beitrat. 1839 unterrichtete er kurzzeitig als Gymnasiallehrer in Wertheim. 1840 war er für drei Monate in Paris.
Nach der Habilitation 1840 war er zunächst als Privatdozent an der Universität Heidelberg tätig. Ebenfalls in Heidelberg war er von Herbst 1840 an für kurze Zeit Lehrer am Lyceum, dem heutigen Kurfürst-Friedrich-Gymnasium. Daneben war er seit 1841 Mitarbeiter der Allgemeinen Zeitung, die zu dieser Zeit in Augsburg erschien. Nach dem Ausscheiden von Georg Gottfried Gervinus als Herausgeber der 1847 begründeten Deutschen Zeitung übernahm er deren Redaktion.

### Abgeordneter des Frankfurter Vorparlaments und der Zweiten Badischen Kammer
1848 war er Mitglied des Vorparlaments. Im Verlauf der Märzrevolution wurde er im November 1848 Mitglied der Zweiten Badischen Kammer (bis 1850 und von 1860 bis 1865). Er vertrat einen streng legalistischen Standpunkt und bekämpfte die revolutionären Demokraten. Durch zielstrebiges Wirken konnte er zur Durchsetzung wesentlicher Reformen im Schulwesen, der kommunalen Selbstverwaltung, dem Eisenbahnnetz und der Judenemanzipation beitragen. Am 18. März 1850 wurde er für den 4. Badischen Wahlbezirk ins Erfurter Parlament gewählt und nahm 1863 an der Frankfurter Abgeordnetenversammlung teil.

### Professur in Heidelberg
1845 war er zum außerordentlichen Professor, Ende 1849 dann zum  ordentlichen Professor in Heidelberg für Geschichtswissenschaft ernannt worden. Rufe der Universität Zürich und der Friedrich-Alexander-Universität Erlangen lehnte er in der Folge ab. In der Diskussion um die deutsche Einheit vertrat er die kleindeutsche Lösung einer konstitutionellen Monarchie unter preußischer Führung.
Als Häusser 1867 an einem Herzleiden starb, nahm das gesamte Land Anteil, so auch Großherzog Friedrich, der Häusser als seinen eigentlichen Lehrer bezeichnete.

### Familie
Ludwig Häusser heiratete 1846 Eleonore Wilhelmine geb. Rettig. Sie hatten vier Kinder. Seine Mutter wohnte bis zu ihrem Tode 1857 im Haushalt des Sohnes.

## Grab

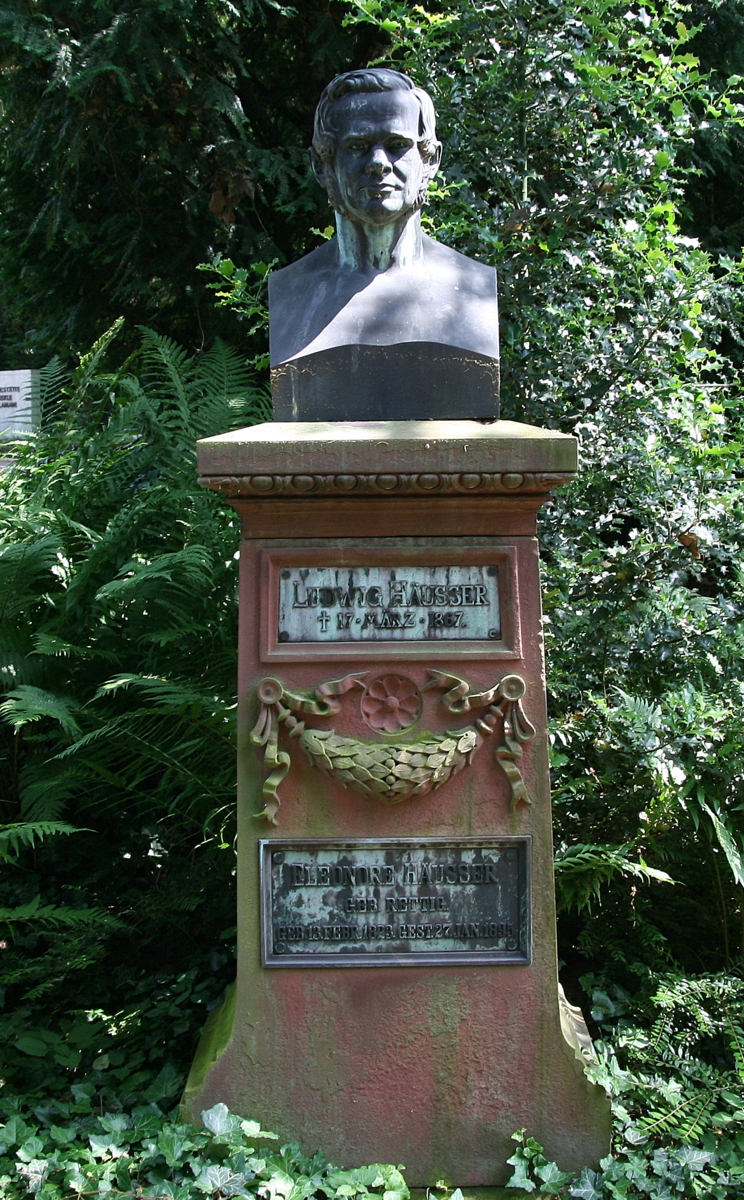
Grabmal von Ludwig Häusser auf dem Heidelberger Bergfriedhof in der Professorenreihe (Abt.) D

Das Grabmal für Ludwig Häusser auf dem Heidelberger Bergfriedhof wurde von Franz Sommer geschaffen. Die Büste Häussers ist eine Arbeit des Bildhauers Konrad Knoll. Die Grabstätte von Ludwig Häusser war ursprünglich neben der Grabanlage von Kuno Fischer auf dem Professorenweg. Nach Aufgabe der Begräbnisstätte wurde Häussers Büste nebst seinem Grabmal am Anfang der Professorenreihe  in memoriam an den Gelehrten wieder errichtet.

## Ehrungen
- Ehrenbürger von Heidelberg (1860)
- Großherzoglich badischer Hofrat (1861)
- Bayerischer Maximiliansorden für Wissenschaft und Kunst (1861)
- Geheimer Rat (1865)

## Werke
Ludwig Häussers historisches Hauptwerk ist die Deutsche Geschichte vom Tode Friedrichs des Großen bis zur Gründung des Deutschen Bundes, die von 1854 bis 1857 in Heidelberg erschien. Hervorzuheben ist ferner seine bei Jakob Christian Benjamin Mohr in Heidelberg in zwei Bänden 1845 erschienene Geschichte der Rheinischen Pfalz, die mehrfach nachgedruckt wurde und für fast 150 Jahre das maßgebliche Überblickswerk zur Pfalzgrafschaft wurde. Auf 1600 Seiten umspannt er dort die Geschichte von der Spätantike bis zum Reichsdeputationshauptschluss. „Ludwig Häussers Geschichte der Rheinischen Pfalz von 1845 war das fast genialische Werk eines 28jährigen und wird in Breite und Geschlossenheit der Darstellung, in seiner Erzählfreude, aber auch dem unbekümmerten Gebrauch zeitbedingter Wertmaßstäbe unerreicht bleiben“; Meinrad Schaab, 1988.